# Vicente Carnota Pérez
Vicente Carnota Pérez (Órdenes, La Coruña, 7 de octubre de 1855 - Santiago de Compostela, 6 de julio de 1920) fue un sacerdote y periodista español. 

## Trayectoria
Fue redactor de El Clamor de Galicia y redactor jefe de El Diario de Galicia (1895). Fundó el periódico El Noroeste, fue director del periódico conservador La Monarquía de Ferrol (1896), además de redactor de Fray Prudencio y La Voz de Galicia (hasta 1910). Se convirtió en sacerdote en 1912 en Jaca, Huesca, donde ejerció como profesor en el seminario. Después sería capellán de la cárcel de Santiago. 
Cinco años después de su muerte, en el año 1925, se inauguraría un busto en su municipio natal.
Siempre se interesó por la literatura y la poesía gallega. 